# Fritz Kasparek
Fritz Kasparek (3. července 1910 Vídeň – 6. června 1954 Salcantay) byl rakouský horolezec.
S horolezectvím začínal ve Vídeňském lese a Ennstalských Alpách. V roce 1933 vystoupil severní stěnou na vrchol Cima Grande ve skupině Tre Cime. Roku 1938 na stejné skále provedl s Seppem Brunnhuberem prvovýstup v zimním období. Dne 24. července 1938 provedl spolu s Anderlem Heckmairem, Ludwigem Vörgem a Heinrichem Harrerem prvovýstup severní stěnou na bezmála čtyři tisíce metrů vysokou horu Eiger. Zemřel poté, co s ním nedaleko vrcholu peruánské šestitisícovky Salcantay spadla sněhová římsa.